# Purpuricenus nicocles
Purpuricenus nicocles là một loài bọ cánh cứng trong họ Cerambycidae.